# Tadeusz Lesisz
Tadeusz Lesisz (ur. 10 lutego 1918 w Kozienicach, zm. 23 września 2009 w Manchesterze) – polski architekt i urbanista pracujący w Wielkiej Brytanii, działacz polonijny, kapitan marynarki, członek załóg m.in. niszczycieli „Burza” i „Błyskawica” oraz krążownika „Dragon”.

## Życiorys
Był najmłodszym dzieckiem Franciszka Lesisza i Wiktorii de domo Szczur. W 1932 roku, śladem trzech starszych braci, wstąpił do Korpusu Kadetów nr 3 w Rawiczu, a po złożeniu w 1936 roku egzaminu dojrzałości do Szkoły Podchorążych Marynarki Wojennej (SPMW) w Toruniu. Podczas mobilizacji w sierpniu 1939 roku został zaokrętowany jako bosman podchorąży na niszczyciel „Burza”, który – wykonując plan Peking – przepłynął do Wielkiej Brytanii. 15 października 1939 roku uzyskał promocję oficerską w pierwszej wojennej promocji SPMW. W grudniu został oddelegowany na kurs doskonalący, a następnie postawiony do dyspozycji dowódcy okrętu bazy „Gdynia”. Był tymczasowym adiutantem Centrum Wyszkolenia Specjalistów Morskich i kierownikiem kursu sygnalistów. Od lipca do grudnia 1940 roku służył na ścigaczu S-3 jako oficer wachtowy, później jako oficer artyleryjski na niszczycielu „Błyskawica”. Wyróżnił się podczas odpierania niemieckiego nalotu na Cowes, w nocy z 4 na 5 maja 1942 roku. Od października 1943 roku był II oficerem artylerii na krążowniku „Dragon”; brał udział we wsparciu artyleryjskim lądowania w Normandii. Po zatopieniu „Dragona” przez niemiecką „żywą torpedę” powrócił do służby na „Błyskawicy”, pełniąc do lutego 1946 roku funkcję I oficera artylerii. Został zdemobilizowany w stopniu kapitana marynarki; w późniejszych latach otrzymał awans do stopnia komandora w stanie spoczynku.
Po zakończeniu wojny pozostał w Wielkiej Brytanii. W 1947 roku wstąpił do Polskiego Korpusu Przysposobienia i Rozmieszczenia. Po okresie służby w Royal Navy i później w marynarce handlowej ukończył w 1953 roku studia architektoniczne w Oxford Brookes University, a w 1957 roku urbanistyczne na Uniwersytecie Manchesterskim. Projektował budynki sakralne, użyteczności publicznej, przemysłowe oraz prywatne. Był wspólnikiem firmy Greenhalgh & Wiliams w Manchesterze, członkiem Royal Institute of British Architects. Na emeryturę przeszedł w 1988 roku. Działał w środowisku Polonii, w Stowarzyszeniu Marynarki Wojennej oraz Zjednoczeniu Polskim w Wielkiej Brytanii, jako jego wiceprzewodniczący, a w latach 1991–1993 przewodniczący Rady. Od połowy lat 60. XX w. regularnie odwiedzał Polskę. Publikował między innymi w czasopiśmie „Nasze Sygnały”, jest autorem książki Od pomostu do deski: Wspomnienia marynarza – architekta. Był inicjatorem budowy i projektantem pomnika upamiętniającego zbrodnię katyńską, odsłoniętego w 1990 roku na Southern Cemetery w Manchesterze.

## Odznaczenia
Został odznaczony między innymi krzyżami Kawalerskim i Oficerskim (1985) Orderu Odrodzenia Polski, Złotym Krzyżem Zasługi, Krzyżem Walecznych, Medalem Morskim (trzykrotnie), Krzyżem Czynu Bojowego PSZ na Zachodzie, brytyjskimi odznaczeniami kampanii: 1939-1945 Star, Africa Star, Atlantic Star, Italy Star, Defence Medal, War Medal 1939-1945 oraz watykańskimi Orderem Świętego Grzegorza Wielkiego i Pro Ecclesia et Pontifice.

## Życie prywatne
Ożenił się w 1956 roku z Wandą z Gutowskich, uczestniczką powstania warszawskiego. Mieli dwie córki.